# 1975 Голяма награда на САЩ
1975 Голяма награда на САЩ е 17-о за Голямата награда на САЩ и четиринадесети последен кръг от сезон 1975 във Формула 1, провежда се на 5 октомври 1975 година на пистата Уоткинс Глен, Уоткинс Глен, Ню Йорк, САЩ.

## Репортаж
Голямата награда на Канада не се състоя, заради спор между ФОКА и Клубът на Канадските състезатели, които не стигнаха до споразумение. Трасето в Уоткинс Глен е променено с включването на шикан преди трети и четвърти завой. Заради премахването на ГП на Канада, няколко отбора (в това число Маки, Съртис и БРМ) решиха да пропуснат последното състезание, заради слабото си представяне по време на сезона. Отсъствието на Съртис, принуди Джон Уотсън да си търси нов отбор. Отборът на Пенске назначи северно-ирландеца, като също така са с новия PC3. Лотус отново дадоха шанс на Брайън Хентън да кара втория болид редом до Рони Петерсон, докато Уилсън Фитипалди се върна обратно в колоната за своя си отбор.
Марч намалиха пилотите си на само двама, но спонсора Lavazza се съгласиха с отбора на Франк Уилямс да назначи Лела Ломбарди, правейки десетия пилот, който кара за тима за този сезон. Хескет освободиха Харалд Ертъл, докато Хил записаха само Тони Брайз да участва за това състезание. В Инсайн, Крис Еймън отсъстваше, след като си контузи крака си в автомобилен инцидент, малко след като взе участие в надпреварата за болиди от Формула 5000 в Лонг Бийч (като за следващия сезон трасето ще домакинства за състезание от Формула 1). Тирел решиха да дадат шанс на Мишел Леклер да кара резервния болид на тима.

### Квалификация
Новият шикан създаде проблеми за пилотите, поради високите бордюри, но само малки промени могат да се направят от организаторите. След като си гарантира световната титла при пилотите, Ники Лауда отново е най-бърз в квалификациите, постигайки деветата си пол-позиция, а и с това постигайки и рекорд за най-много пол-позиции за един сезон (преди да бъде изравнен от Михаел Шумахер през 2002). Емерсон Фитипалди остана на три десети от времето на австриеца пред Карлос Ройтеман, Жан-Пиер Жарие (който реши да използва задвижвания от двигател Косуърт, DN5 вместо задвижвания с Матра, DN7), Марио Андрети, Виторио Брамбила (чийто резултат е впечатляващо, макар че принуди сесията да бъде прекратена заради инцидент), Том Прайс, Патрик Депайе, Йохен Мас и Джоди Шектър. Всички 26-има пилоти си гарантираха място за състезанието, като Леклер в своя първи уикенд във Формула 1 се класира 20-и.

### Състезание
Сутрешната тренировка не е добра за Ломбарди, чийто болид имаше проблем с двигателя и тя трябваше да гледа състезанието отблизо, докато Уотсън получи същите проблеми и трябваше да кара резервния PC1, без никакъв опит с болида. Преди началото на старта Жак Лафит също е принуден да не участва, след като чистата течност на визьора на каската си засегна очите и е изпратен в близката болница. Лауда отново се изстреля напред, като той заедно с Емерсон се откъснаха от преследваческата група водена от Жарие.
Депайе и Карлос Паче се удариха в третата обиколка, пращайки и двамата пилоти аут от състезанието, докато Леклер издържа три обиколки по-късно, преди да се образува пушек от Тирел-а, причинявайки загуба на горивно налягане. Междувременно Хентън се завъртя повличайки със себе си и Брайз, който отпадна след този инцидент, докато Лотус-а влезе в бокса за поправяне на щетите. Прайс се свлече назад в колоната, заради двигателя отказвайки периодично, докато Брамбила се плъзгаше около кокпита, заради счупена седалка, а лагера на един от гумите на Жарие се счупи. По същото време Карлос Ройтеман (двигател) и Андрети (окачване) също се включиха в списъка с отпадналите.
Лауда продължи да води след 19 обиколки, следван от Фитипалди, който не е достатъчно близо, за да го застраши, но в същото време да не загуби поглед от Ферари-то. Скоро двойката застигна с обиколка Клей Регацони, който имаше ужасен уикенд. Швейцарецът лесно даде път на съотборника си, но не и на Макларън-а, давайки шанс на Ники да се откъсне. Организаторите, обаче са на различно мнение и дисквалифицираха швейцареца, заради задържане на пилот с обиколка напред. Клей се върна на пистата след като се прибра в бокса, но това нямаше никакво значение и скоро той отново се върна в бокса.
Макар това да е противно и ненужно, Лауда вече имаше голяма преднина пред Емерсон, който се опита да намали разликата, но без никакъв резултат. Дискомфортът на Брамбила, принуди Мас, Хънт, Рони Петерсон и Шектър, които водеха оспорвана битка да изпреварят оранжевия Марч. Ханс-Йоахим Щук също мина пред съотборника си, преди една от задните гуми да експлодира и на сантиметри се размина от паркирания болид на Брайз, преди да влезе в бокса. Междувременно след като изпревари Хънт, Петерсон износи прекалено една от предните гуми и е изпреварен от Мас, след което Хънт също мина пред Лотус-а за четвърта позиция.
Лауда затвори сезона с блестяща победа, докато Фитипалди остана на почти пет секунди от Ферари-то. Мас също имаше поводи да бъде доволен след добрия си сезон, завършвайки зад съотборника си, пред Хънт, Петерсон и Шектър. Брамбила е последния пилот, който преполови пълната дистанция, с Щук, Уотсън и Уилсън Фитипалди също финиширайки състезанието. Прайс и Хентън също се движеха, но твърде назад за да бъдат класирани.

## Класиране

### Състезание
| Поз | No | Пилот             | Конструктор    | Обиколки | Време/Отпадане | Място | Точки |
| --- | -- | ----------------- | -------------- | -------- | -------------- | ----- | ----- |
| 1   | 12 | Ники Лауда        | Ферари         | 59       | 1:42:58.175    | 1     | 9     |
| 2   | 1  | Емерсон Фитипалди | Макларън-Форд  | 59       | + 4.943        | 2     | 6     |
| 3   | 2  | Йохен Мас         | Макларън-Форд  | 59       | + 47.637       | 9     | 4     |
| 4   | 24 | Джеймс Хънт       | Хескет-Форд    | 59       | + 49.475       | 15    | 3     |
| 5   | 5  | Рони Петерсон     | Лотус-Форд     | 59       | + 49.986       | 14    | 2     |
| 6   | 3  | Джоди Шектър      | Тирел-Форд     | 59       | + 50.321       | 10    | 1     |
| 7   | 9  | Виторио Брамбила  | Марч-Форд      | 59       | + 1:44.031     | 6     |       |
| 8   | 10 | Ханс-Йоахим Щук   | Марч-Форд      | 58       | + 1 Об         | 13    |       |
| 9   | 28 | Джон Уотсън       | Пенске-Форд    | 57       | + 2 Об         | 12    |       |
| 10  | 30 | Уилсън Фитипалди  | Фитипалди-Форд | 55       | + 4 Об         | 23    |       |
| НКл | 16 | Том Прайс         | Шадоу-Форд     | 52       | Не е класиран  | 7     |       |
| НКл | 6  | Брайън Хентън     | Лотус-Форд     | 49       | Не е класиран  | 19    |       |
| Отп | 25 | Брет Лънгър       | Хескет-Форд    | 46       | Инцидент       | 18    |       |
| Отп | 31 | Роелоф Вундеринк  | Инсайн-Форд    | 41       | Ск.кутия       | 22    |       |
| Отк | 11 | Клей Регацони     | Ферари         | 28       | Оттегля се     | 11    |       |
| Отп | 17 | Жан-Пиер Жарие    | Шадоу-Матра    | 19       | Колело-лагер   | 4     |       |
| Отп | 7  | Карлос Ройтеман   | Брабам-Форд    | 9        | Двигател       | 3     |       |
| Отп | 27 | Марио Андрети     | Парнели-Форд   | 9        | Окачване       | 5     |       |
| Отп | 23 | Тони Брайз        | Хил-Форд       | 5        | Инцидент       | 17    |       |
| Отп | 15 | Мишел Леклер      | Тирел-Форд     | 5        | Двигател       | 20    |       |
| Отп | 4  | Патрик Депайе     | Тирел-Форд     | 2        | Инцидент       | 8     |       |
| Отп | 8  | Карлос Паче       | Брабам-Форд    | 2        | Инцидент       | 16    |       |
| НСт | 21 | Жак Лафит         | Уилямс-Форд    |          | Физически      | 21    |       |
| НСт | 20 | Лела Ломбарди     | Уилямс-Форд    |          | Запалване      | 24    |       |

## Класиране след състезанието
| Поз | Пилот             | Точки |
| --- | ----------------- | ----- |
| 1   | Ники Лауда        | 64.5  |
| 2   | Емерсон Фитипалди | 45    |
| 3   | Карлос Ройтеман   | 37    |
| 4   | Джеймс Хънт       | 33    |
| 5   | Клей Регацони     | 25    |
| 6   | Карлос Паче       | 24    |
| 7   | Джоди Шектър      | 20    |
| 8   | Йохен Мас         | 20    |
| 9   | Патрик Депайе     | 12    |
| 10  | Том Прайс         | 8     |

| Поз | Конструктор   | Точки   |
| --- | ------------- | ------- |
| 1   | Ферари        | 72.5    |
| 2   | Брабам-Форд   | 54 (56) |
| 3   | Макларън-Форд | 53      |
| 4   | Хескет-Форд   | 33      |
| 5   | Тирел-Форд    | 25      |
| 6   | Шадоу-Форд    | 9.5     |
| 7   | Лотус-Форд    | 9       |
| 8   | Марч-Форд     | 7.5     |
| 9   | Уилямс-Форд   | 6       |
| 10  | Парнели-Форд  | 5       |